# Luigi Catoni
Luigi Catoni (Firenze, 1893 – 16 ottobre 1953) è stato un attore e comico italiano. È stato un attore comico-caratterista di avanspettacolo e cinema.

## Biografia
Nell'avanspettacolo, sin dagli anni venti del Novecento, è stato un comico « capace di parlare tutti i dialetti, famoso per il suo costume di scena, che era sempre una marsina, e per le imitazioni perfette di molti attori e macchiettisti, tra i quali Spadaro, Pasquariello, Macario e Petrolini ».
Nel cinema, impiegato come caratterista, ha esordito nel 1940 nel film Fanfulla da Lodi di Carlo Duse e Giulio Antamoro nella parte di Furbizia.
Nel 1948 il regista Mario Mattoli gli affida il ruolo di Nerone nel film Totò al giro d'Italia accanto a Totò e Isa Barzizza; nel 1952 recita nel film I morti non pagano tasse di Sergio Grieco, accanto a Tino Scotti, Titina De Filippo e Carlo Campanini, e sempre nello stesso anno recita nella pellicola Il tallone d'Achille di Mario Amendola e Ruggero Maccari nel ruolo del matto.
Il suo ultimo ruolo è nel film Anni facili di Luigi Zampa con Nino Taranto.

## Filmografia
- Fanfulla da Lodi, regia di Giulio Antamoro e Carlo Duse (1940)
- Totò al giro d'Italia, regia di Mario Mattoli (1948)
- I morti non pagano tasse, regia di Sergio Grieco (1952)
- Il tallone d'Achille, regia di Mario Amendola e Ruggero Maccari (1952)
- Anni facili, regia di Luigi Zampa (1953)

## Teatro (avanspettacolo)
- È arrivato Woronov, commedia satirico musicale scritta da Giuseppe Micheli (1919-1925);[2]
- Come nasce e muore la canzone (1935);
- Repertorio (1935);
- Romeo e Giulietta, con Daniele Serra, canzone composta da Pasquale Frustaci (1935);[3]
- La sorpresa (1935).